# Дальневосточная государственная академия физической культуры
Дальневосточная государственная академия физической культуры — высшее учебное заведение в Хабаровске.

## История
В 1960-е годы решался вопрос, в каком городе быть первому спортивному ВУЗу на Дальнем Востоке. Кандидатами были Благовещенск, Владивосток и Хабаровск. Решающим аргументом стало наличие в Хабаровске стадиона им. Ленина, вблизи которого и началось строительство.
Постановлением Совета министров СССР от 21 апреля 1967 года был открыт Хабаровский государственный институт физической культуры.

## Факультеты
- тренерский
- педагогический
- физкультурно-оздоровительный
- факультет заочного обучения
- факультет повышения квалификации и переподготовки кадров.

## Ректоры
- Алексей Фролов (1967—1968)
- Евгений Гецольд (1968—1976)
- Юрий Васильев (1976—1979)
- Юрий Зятьковский (1979—1991)
- Витольд Лепешев (1991—2002)
- Валерий Каргаполов (2002—2009)[1]
- Виктор Бирюков (2009—2011)[2]
- Сергей Галицын (с 2011)

## Известные студенты и выпускники
Категория:Выпускники Дальневосточной государственной академии физической культуры